# Liste keltischer Stämme
Die Liste keltischer Stämme ist eine Auflistung der durch die antiken Autoren, die archäologischen Funde und die neuzeitliche Keltologie namentlich bekannten Stammesgruppen der Kelten.
Die Kelten waren kein einheitliches Volk, sondern eine Gruppe von in Sprache, Religion, Mythologie sowie Kunst und Kultur, nicht unbedingt aber in genetischer Hinsicht verwandten Völkerschaften. Die Haupteinteilung der keltischen Völker unterscheidet zwischen Festlandkelten und Inselkelten. Neben dieser Einteilung gab es bei den antiken Kelten zudem die Gliederung in größere Stammesgruppen oder Stammesbünde sowie in kleinere Teilstämme (Gaue) und Klientelstämme.

## Stammesliste
Abkürzungen in „Lage“:
- FK = Festlandskelten (Kontinentaleuropa)
- E/I = Festlands- und Inselkeltenstamm
- E/G = Keltenstamm in Europa und Galatien (Kleinasien)
- IK = Inselkelten der Britischen Inseln

| Stammesname   | Lage | Siedlungsgebiet |
| ------------- | ---- | --- |
| Abrincatuer   | FK   | gallischer Stamm, Hauptort Ingena/Abrincatae (Avranches)                                                             |
| Acitavonen    | FK   | lediglich im Tropaeum Alpium erwähnter Stamm in den Alpen                                                            |
| Alaunen       | FK   | in Noricum, unteres Saalachtal bis zum Chiemsee                                                                      |
| Allobroger    | FK   | zwischen Rhône und Isère bis zum Genfersee                                                                           |
| Ambarrer      | FK   | an beiden Seiten des Arar (Saône)                                                                                    |
| Ambianer      | FK   | Stamm der Belger, um das heutige Amiens an der Somme                                                                 |
| Ambidraver    | FK   | in Noricum, im Oberen und Unteren Drautal, Mölltal und Liesertal                                                     |
| Ambiliaten    | FK   | gallischer Stamm, südlich der Loire-Mündung in den Atlantik                                                          |
| Ambiliner     | FK   | in Noricum, im gesamten Gailtal und Lesachtal                                                                        |
| Ambisonten    | FK   | in Noricum, zwischen Salzach und Saalach sowie Salzkammergut                                                         |
| Ambivareten   | FK   | in Gallien nördlich des Haeduer-Gebietes, deren Klienten sie waren                                                   |
| Ambivariten   | FK   | in der Gallia Belgica, westlich der Maas                                                                             |
| Ambronen      | FK   | nach Rufus Festus keltisch, aber vielleicht germanisch; Nordseeküste                                                 |
| Andecaver     | FK   | an der unteren Loire (Liger)                                                                                         |
| Aresaken      | FK   | Stamm der Treverer, im heutigen Rheinhessen und um Mainz                                                             |
| Arevaker      | FK   | keltiberischer Stamm, in der Iberischen Meseta, Hauptort Numantia                                                    |
| Arverner      | FK   | in der heutigen Region Auvergne, Hauptort Gergovia                                                                   |
| Atrebaten     | E/I  | Stamm der Belger, im Gebiet um Atrebatae, das heutige Arras; später auch Süd-Britannien                              |
| Aulerker      | FK   | im Nordwesten Galliens zwischen Loire und Seine                                                                      |
| Auscer        | FK   | am Fluss Adour in Gallia Aquitania, Hauptort Augusta Auscorum (Auch)                                                 |
| Baiokassen    | FK   | auch Bodiokassen, in Aremorica (der heutigen Normandie und heutigen Bretagne), Hauptort Civitas Baiocassium (Bayeux) |
| Belger        | E/I  | teils keltische, teils germanische Stämme, zwischen Seine und Rhein, später auch Küste Britanniens                   |
| Bellovaker    | FK   | Stamm der Belger, im gesamten heutigen Département Oise                                                              |
| Bibroker      | IK   | im Tal der Themse |
| Bigerrionen   | FK   | in der römischen Provinz Gallia Aquitania, Hauptort Bigorra (Saint-Lézer)                                            |
| Biturigen     | FK   | in der römischen Provinz Gallia Aquitania (heutiges Aquitanien)                                                      |
| Boier         | FK   | erst im Gebiet Rhein/Main/Donau, dann Boiohaemum (Böhmen und Norditalien), Hauptort Bononia (Bologna)                |
| Brannoviken   | FK   | zwischen der Loire und der Seine, im Gebiet um Mâcon                                                                 |
| Briganten     | IK   | zwischen den Flüssen Humber und Tyne, Hauptort Isurium Brigantum (Aldborough, North Yorkshire)                       |
| Brigantier    | FK   | Stamm der Vindeliker, um Brigantium (Bregenz) in heutigen Vorarlberg                                                 |
| Caerener      | IK   | in Nord-Schottland, an der Westküste des heutigen Sutherland                                                         |
| Caleten       | FK   | keltisch/germanischer Stamm der Belger in der heutigen Normandie, Hauptort Caracotinum (Harfleur)                    |
| Cantiaker     | IK   | im heutigen Kent und den South Downs, Hauptort Durovernum Cantiacorum (Canterbury)                                   |
| Carnonacer    | IK   | in Nord-Schottland, an der Westküste des heutigen Ross-shire                                                         |
| Carpetaner    | FK   | keltiberisches Volk, südlich des Iberischen Scheidegebirges, Hauptort war das heutige Toledo                         |
| Carvetier     | IK   | in den heutigen Grafschaften Cumbria und Nord-Lancashire, Hauptort Luguvalium (Carlisle)                             |
| Catenaten     | FK   | auch Clautonatii, vermutlich in der römischen Provinz Raetia                                                         |
| Caturiger     | FK   | in den Cottischen Alpen, im Tal der Druentia (Durance), Hauptort Eburodunum (Embrun)                                 |
| Catuvellaunen | IK   | Stamm der Belger, nördlich der Themse, Hauptort beim heutigen Wheathampstead (Hertfordshire)                         |
| Cenomanen     | FK   | Stamm der Aulerker, im Gebiet der unteren Seine und Loire                                                            |
| Ceutronen     | FK   | in der späteren römischen Provinz Alpes Graiae, um den Kleinen Sankt Bernhard                                        |
| Cocosaten     | FK   | in der Gallia Aquitania im Westen des Départements Landes                                                            |
| Condruser     | FK   | keltisch-germanischer Stamm, im linksrheinischen Mittelrheingebiet                                                   |
| Cornovier     | IK   | in Nord-Schottland, in der heutigen Grafschaft Caithness                                                             |
| Cosuaneten    | FK   | Stamm der Raeter oder Vindeliker in der römischen Provinz Raetia                                                     |
| Creonen       | IK   | an der Westküste Nord-Schottlands, südlich der Skye und nördlich der Isle of Mull                                    |
| Curiosoliten  | FK   | um die heutigen bretonischen Orte Kersaout (Hauptort), Cancale, Saint-Brieuc und Saint-Malo                          |
| Decanter      | IK   | in Schottland, an der Westküste des Moray Firth am Cromarty Firth                                                    |
| Deceanglier   | IK   | im Nordosten von Wales, heutige Grafschaften Flintshire und Denbighshire                                             |
| Demeter       | IK   | in den heutigen Grafschaften Pembrokeshire und Carmarthenshire, Namensgeber von Dyfed                                |
| Diablinten    | FK   | gallischer Stamm, Hauptort Noviodunum (Jublains, Département Mayenne)                                                |
| Dobunner      | IK   | im Norden von Somerset, County of Avon und Gloucestershire, Hauptort Corinium Dobunnorum (Cirencester)               |
| Dumnonier     | IK   | im heutigen Cornwall und Devon, Hauptort Isca Dumnoniorum (Exeter)                                                   |
| Durotrigen    | IK   | in Südwest-England, Hauptorte South Cadbury und Maiden Castle                                                        |
| Eburoviken    | FK   | Stamm der Aulerker, im Gebiet der unteren Seine und Loire                                                            |
| Eleuteten     | FK   | Unterstamm der Kadurker, am Aveyron in Gallia Aquitania (heutiges Département Aveyron)                               |
| Elusaten      | FK   | im Nordosten der Gallia Aquitania, Hauptort Elusa (Eauze)                                                            |
| Epidier       | IK   | im Nordwesten Schottlands, auf der Halbinsel Kintyre und den Inseln Arran, Islay und Jura                            |
| Eravisker     | FK   | in Ungarn, Hauptort Oppidum am Gellértberg in Budapest (Stadtteil Buda)                                              |
| Esuvier       | FK   | um ihren Hauptort Sées an der Orne (Département Orne)                                                                |
| Gabalier      | FK   | in Aquitanien, am Ursprung von Oltis (Lot) und Elaver (Allier)                                                       |
| Galater       | E/G  | ursprünglich Volker, ausgewandert nach Galatien, Hauptorte Gordion und Ancyra (Ankara)                               |
| Gallaeker     | FK   | im heutigen Galicien, Asturien und León, sowie in Nord-Portugal bis zum Douro                                        |
| Garumner      | FK   | in der Gallia Aquitania, im Val d’Aran, dem Hochtal der Garumna (Garonne)                                            |
| Gater         | FK   | in der Gallia Aquitania, bei Vic-Fezensac oder Mirande (beide Département Gers)                                      |
| Haeduer       | FK   | in Zentralgallien zwischen Saône und Loire bis in den Raum Lyon                                                      |
| Helvetier     | FK   | im heutigen schweizerischen Mittelland sowie in Südwestdeutschland                                                   |
| Iapoden       | FK   | nordöstlich von Istrien, im Karst an der oberen Save, Hauptort Arupium (Prozor-Rama)                                 |
| Icener        | IK   | im Gebiet des heutigen Norfolk und Suffolk, Hauptort Venta Icenorum                                                  |
| Insubrer      | FK   | in der Gallia Cisalpina nördlich des Po, im Westen vom Ticino, im Osten vom Serio begrenzt                           |
| Kadurker      | FK   | im Quercy zwischen Dordogne und Aveyron, Hauptort Uxellodunum                                                        |
| Karnuten      | FK   | zwischen Liger (Loire) und Sequana (Seine), Hauptorte Autricum (Chartres) und Cenabum (Orléans)                      |
| Laiancer      | FK   | norischer Keltenstamm im Drautal (Osttirol), Hauptort Aguntum (bei Lienz)                                            |
| Latobiker     | FK   | im heutigen Südbaden, Nachbarn der Helvetier                                                                         |
| Lemoviken     | FK   | um Civitas Lemovicum (das heutige Limoges) in Aquitanien                                                             |
| Lepontier     | FK   | zwischen dem Gotthardmassiv und dem Lago Maggiore                                                                    |
| Leuker        | FK   | im heutigen Ostfrankreich, Hauptorte Tullum (Toul) und Nasium (Naix-aux-Forges)                                      |
| Lexovier      | FK   | am Westufer der Seine in ihrem Mündungsgebiet, Hauptort Noviomagus Lexoviorum (Lisieux)                              |
| Likatier      | FK   | Stamm der Vindeliker, im Allgäu, am Ufer und in der Nähe des Flusses Lech                                            |
| Lingonen      | FK   | an der oberen Seine, Marne und Saône, Hauptort Andematunnum (jetzt Langres)                                          |
| Lugier        | IK   | in Nord-Schottland, an der Westküste des Moray Firth (siehe germanische Lugier in Schlesien)                         |
| Mandubier     | FK   | im heutigen Burgund und Département Jura                                                                             |
| Mediomatriker | FK   | im heutigen Ostfrankreich, Saarland und Rheinland-Pfalz, Hauptort Divodorum Mediomatricum (Metz)                     |
| Meduller      | FK   | in Maurienne zwischen Tarentaise (Savoyen) und dem Aostatal                                                          |
| Melder        | FK   | Stamm der Belger, am Unterlauf der Matrona (Marne) im Bereich der heutigen Île-de-France                             |
| Menapier      | FK   | gallisch/germanischer Stamm der Belger, am Niederrhein im heutigen Flandern                                          |
| Moriner       | FK   | Stamm der Belger, im Küstengebiet zwischen dem heutigen Dünkirchen und Le Touquet-Paris-Plage                        |
| Namneten      | FK   | zwischen Angers und der Loire-Mündung                                                                                |
| Nantuaten     | FK   | in der römischen Provinz Alpes Graiae beim Genfersee, im heutigen Kanton Wallis                                      |
| Nemeter       | FK   | teils keltische, teils germanische Stämme, im Gebiet des Rheins zwischen Pfalz und Bodensee                          |
| Nervier       | FK   | gallisch/germanischer Stamm der Belger, im Gebiet zwischen Maas und Schelde in der Gallia Belgica                    |
| Nitiobrogen   | FK   | gallischer Stamm, im heutigen Agenais in Südfrankreich, Hauptort Aginnum (Agen)                                      |
| Noriker       | FK   | großer Stamm im Königreich Noricum (Unterkärnten), Hauptorte Noreia und Virunum                                      |
| Novanter      | IK   | im heutigen Galloway und Carrick im südwestlichen Schottland                                                         |
| Ordovicer     | IK   | im heutigen Wales, Hauptort Bravonium in Herefordshire                                                               |
| Osismier      | FK   | um das heutige Huelgoat und Carhaix-Plouguer (beide im Département Finistère)                                        |
| Parisier      | E/I  | am Seineufer, Hauptort Lutetia Parisiorum, auch in East Yorkshire und Humberside                                     |
| Petrocorier   | FK   | gallischer Stamm im heutigen Département Dordogne, Hauptort Vesunna Petrucoriorum (Périgueux)                        |
| Pikten        | IK   | Schottland |
| Piktonen      | FK   | gallischer Stamm südlich der unteren Loire, Hauptort Lemonium oder Limonium (Poitiers)                               |
| Ptianier      | FK   | vermutlich keltiberischer Stamm in der Gallia Aquitania                                                              |
| Rauriker      | FK   | in der Gegend des heutigen Basel, Jura und Elsass am südlichen Oberrhein                                             |
| Redonen       | FK   | in der heutigen Bretagne beim Zusammenfluss von Ille und Vilaine bis zur Mündung der Loire in den Atlantik           |
| Remer         | FK   | Stamm der Belger, zwischen Aisne und Matrona (Marne) (heutige Champagne)                                             |
| Rutener       | FK   | Klientenstamm der Arverner, im Zentralmassiv im heutigen Frankreich, Hauptort Segodunum (Rodez)                      |
| Saevaten      | FK   | norischer Keltenstamm im Pustertal (Südtirol)                                                                        |
| Salasser      | FK   | Stamm der Ligurer, im Tal der Dora Baltea (Duria)                                                                    |
| Salluvier     | FK   | zwischen Rhone und Seealpen beim Luberon und der Verdonschlucht, Hauptort Entremont                                  |
| Santonen      | FK   | im Gebiet der unteren Charente am Golf von Biskaya, Hauptort Mediolanum Santonum (Saintes)                           |
| Seduner       | FK   | im Gebiet des heutigen Schweizer Kanton Wallis, Hauptort: Sedunum (Sitten/Sion)                                      |
| Segusiaver    | FK   | gallischer Stamm bei Lugdunum (Lyon)                                                                                 |
| Senonen       | FK   | in den heutigen Départements Seine-et-Marne, Loiret und Yonne, Hauptort Agendicum (Senonus, Sens)                    |
| Sequaner      | FK   | zwischen Saône, Rhône und dem Juragebirge, Hauptort Vesontio                                                         |
| Sibusaten     | FK   | proto-baskisch/keltischer Stamm in der Gallia Aquitania, in der Region Soule                                         |
| Silurer       | IK   | in den walisischen Bezirken Monmouthshire, Brecon und Glamorgan, Hauptort Venta Silurum (Caerwent)                   |
| Skordisker    | FK   | östlich von Sirmium, am Zusammenfluss von Donau und Save, Hauptort das heutige Belgrad                               |
| Skoten        | IK   | ursprünglich Irland, später Nord-Britannien (Namensgeber für Schottland)                                             |
| Smertrier     | IK   | in Nord-Schottland, im heutigen Sutherland                                                                           |
| Suessionen    | E/I  | Stamm der Belger, um Augusta Suessionum (heute Soissons), später auch im Südosten Britanniens                        |
| Taexalier     | IK   | an der Nordostküste Schottlands, beim Kap Buchan (Aberdeenshire)                                                     |
| Tarbeller     | FK   | in der Küstenregion der Biskaya bis zu den Pyrenäen                                                                  |
| Tarusaten     | FK   | in der Gallia Aquitania, Hauptorte Taro (Tartas) und Atura (Aire-sur-l’Adour), beide im Département Landes           |
| Tauriner      | FK   | ligurisch-keltischer Stamm, am südlichen Alpenrand im heutigen Piemont, Hauptort Castra Taurinorum (Turin)           |
| Taurisker     | FK   | am Ostalpenrand, im heutigen Kärnten und Slowenien                                                                   |
| Tektosagen    | E/G  | Stamm der Volker um Tolose (Toulouse) und auch der Galater um Ankyra (Ankara)                                        |
| Tiguriner     | FK   | Stamm der Helvetier, um Aventicum (Avenches) in der heutigen Westschweiz (Romandie)                                  |
| Tolistobogier | E/G  | auch Tolistoagier, Stamm der Galater, in Nordwest-Phrygien in Galatien, Hauptort Gordion                             |
| Tougener      | FK   | Stamm der Helvetier, westlich um den Bodensee (unsicher)                                                             |
| Treverer      | FK   | in Nordostgallien, im Moseltal und im Rechtsrheinischen, Hauptort zur Römerzeit Augusta Treverorum                   |
| Tricassen     | FK   | in Nordostgallien, an der oberen Seine und Aube, Hauptort zur Römerzeit Augustobona (Troyes)                         |
| Tricorii      | FK   | aus der Gallia Narbonensis im Tal der Drac                                                                           |
| Trinovanten   | IK   | nördlich der Themsemündung im heutigen Essex und Suffolk, Hauptort Camulodunum (Colchester)                          |
| Trokmer       | E/G  | Stamm der Galater, in Galatien in Kleinasien, Hauptort Tavium                                                        |
| Trumpiliner   | FK   | im nach ihnen benannten Val Trompia, einem der drei Haupttäler der Provinz Brescia                                   |
| Uberer        | FK   | im oberen Teil des Rhonetals (heutiger Schweizer Kanton Wallis)                                                      |
| Vacomagier    | IK   | an der schottischen Nordküste, am Fluss Spey im heutigen Moray                                                       |
| Varcianer     | FK   | im oberen Teil des Savetals im Süden Pannoniens, Hauptort Varceia (nicht lokalisiert)                                |
| Vasaten       | FK   | in der Gallia Aquitania, im Südosten der Gironde, Hauptort wahrscheinlich Civitas basatica (Bazas)                   |
| Veliocasser   | FK   | in Nord-Gallien, im Sequana-(Seine)-Tal und im Vexin, Hauptort Rotomagus (Rouen)                                     |
| Veneller      | FK   | auf der Halbinsel Cotentin                                                                                           |
| Veneter       | FK   | im heutigen Département Morbihan in der Bretagne                                                                     |
| Veniconen     | IK   | an der schottischen Nordostküste, am Firth of Tay                                                                    |
| Vennoneten    | FK   | in der römischen Provinz Raetia, im heutigen Vinschgau                                                               |
| Venosten      | FK   | in der römischen Provinz Raetia, im heutigen Vinschgau                                                               |
| Veragrer      | FK   | im Mündungsgebiet der Dranse in die Rhone (heutiger Schweizer Kanton Wallis)                                         |
| Verbigener    | FK   | Stamm der Helvetier, in Südwestdeutschland (unsicher)                                                                |
| Viducassen    | FK   | gallischer Stamm, im heutigen Département Calvados, Hauptort Aregenua (Vieux)                                        |
| Vindeliker    | FK   | im Alpenvorland zwischen Bodensee und Inn                                                                            |
| Viromanduer   | FK   | Stamm der Belger, im Nordosten Frankreichs im heutigen Vermandois                                                    |
| Vocontier     | FK   | zwischen Rhone, Isère, Alpen und Durance, Hauptort Dea Augusta Vocontiorium (Die, Département Drôme)                 |
| Volker        | E/G  | erst zwischen Rhein, Leine und Main und im Thüringer Wald, später in Aquitanien und als Galater in Galatien          |
| Votadini      | IK   | später Gododdin, im heutigen Nordost-England und Südost-Schottland am oberen Ende des Firth of Forth                 |